# Daniel Scott
Daniel Scott Brice (Santa Cruz del Sur, 11 gennaio 1953) è un ex cestista e allenatore di pallacanestro cubano.

## Carriera
Con Cuba ha disputato due edizioni dei Giochi olimpici (Montréal 1976, Mosca 1980) e i Campionati mondiali del 1986.